# Euspira pallida
Euspira pallida är en snäckart som först beskrevs av William John Broderip och G. B. Sowerby I 1829.  Euspira pallida ingår i släktet Euspira och familjen borrsnäckor. Enligt den svenska rödlistan är arten sårbar i Sverige. Arten förekommer i Götaland. Artens livsmiljö är havet. Inga underarter finns listade i Catalogue of Life.